# 태머라 고스키

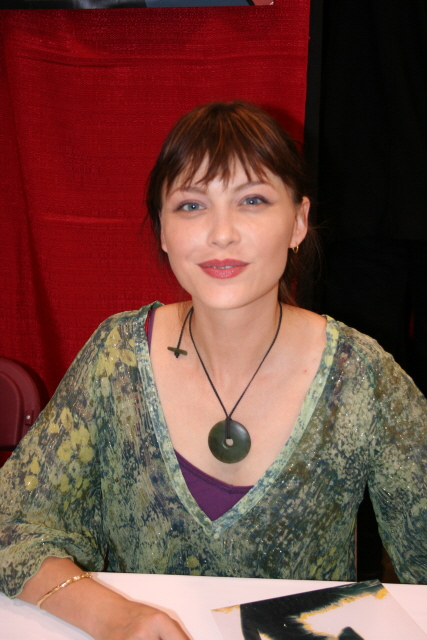

태머라 고스키(Tamara Gorski, 1968년 11월 21일 ~ )는 캐나다의 배우이다.
위니펙에서 태어났다.

## 영화
- 버딕트 (2012년)
- 섹슈얼 어드벤쳐 (2012년) - 타냐 역
- 셀 213 (2010년)
- 쓰리 데이즈 (2010년) - 병원 간호사 역
- 위드 더 스크리밍 브레인 (2005, Man with the Screaming Brain) - 타토야 역
- 어나더머스 렉스 (2004년)
- 위험한 사돈 (2003년)
- 스트라이킹 포즈 (1999년)
- 머더 1600 (1997년)
- 투 다이 포 (1995년)
- 픽처 위도우즈 (1994년)
- 다니엘 스틸 - 그래서 그들은 사랑할 수 있었다 (1994년)
- 뮤직 박스의 비밀 (1994년)
- 미세스 아리스 고즈 투 패리스 (1992년)
- 잃어버린 세계 2 (1992년)
- 잃어버린 세계 (1992년)
- 쿵후 2 (1992년)